# Dirk II van Wassenaer
Dirk II van Wassenaer (circa 1230 - kort na 1310) was een zoon van Filips II van Wassenaer van Duvenvoirde en gehuwd met Alveradis Bertha van Cuijk. Hij bezat Huis ter Horst (Voorschoten) en waarschijnlijk grond bij Zoetermeer, volgens de leenregisters van Wassenaar, aangezien hij zijn oom Bartholomeus beleende met 2,5 pond jaarlijks uit zijn tienden uit Zoetermeer.
In 1272 verkocht hij het ambacht Schiedam, zijn visrechten van Overschie tot de Maas en alle andere rechten voor honderd pond Hollandse penningen aan gravin Aleid van Holland en Avesnes. Uit de akte van overdracht blijkt dat hij op dat moment ridder was. Opmerkelijk aan de originele akte van overdracht is dat deze in de Nederlandse taal is opgesteld en niet, zoals te doen gebruikelijk, in het Latijn. Zijn tolrechten te Dordrecht verkocht hij in 1288 aan Floris V graaf van Holland en Zeeland.

## Huwelijk en nakomeling
Dirk II was gehuwd met een dochter van Hendrik van Cuijk (1240-1319) burggraaf van Leiden en Halewijn van Egmont (1260-1310) met wie hij ten minste een zoon had:
- Filips III van Wassenaer (* vóór 5 oktober 1307)